# Кайрахта
Кайрахта — река в России, протекает по Челябинской области. Устье реки находится в 74 км по правому берегу реки Большая Караганка. Длина реки составляет 32 км.
Название имеет тюркское происхождение: сравни казахское кайрак — «точильный брусок», -ты — именной аффикс. Аналогичный топоним: Кайракты (поселок в Акбулакском районе Оренбургской области).

## Данные водного реестра
По данным государственного водного реестра России относится к Уральскому бассейновому округу, водохозяйственный участок реки — Урал от Магнитогорского гидроузла до Ириклинского гидроузла. Речной бассейн реки — Урал (российская часть бассейна).
Код объекта в государственном водном реестре — 12010000312112200002202.